# Марсіо Асеведо
Марсіо Асеведо (порт. Márcio Azevedo, нар. 5 лютого 1986, Гуарабіра, Бразилія) — бразильський футболіст, захисник «Атлетіку Паранаенсі».

## Ігрова кар'єра
Народився 5 лютого 1986 року в місті Гуарабіра. Вихованець юнацьких команд футбольних клубів «Форталеза» та «Жувентуде».

### Жувентуде
Марсіо потрапив у головну команду в 2004 році. А дебютував лише у 2006 році. Так і почалася його кар'єра у клубі — «Жувентуде». Йому знадобився час щоб закріпитися у основного складу команди. Але потім він все ж таки туди потрапив. А в 2007 році так добре заграв, що був визнаний найкращим лівим захисником ліги «Гаушу».
З 2007 по 2008 рік грав на умовах оренди за «Форталезу». Там він став переможцем «Чемпіонату Серенс».

### Атлетіку Паранаенсе
Своєю грою за останню команду привернув увагу представників тренерського штабу клубу «Атлетіку Паранаенсі», до складу якого приєднався 2008 року. Відіграв за команду з Куритиби наступні два сезони своєї ігрової кар'єри. Більшість часу, проведеного у складі «Атлетіку Паранаенсе», був основним гравцем захисту команди і зіграв 60 матчів за клуб.

### Ботафогу
2011 року уклав контракт з клубом «Ботафогу», у складі якого провів наступні два роки своєї кар'єри гравця. Граючи у складі «Ботафогу» також здебільшого виходив на поле в основному складі команди.

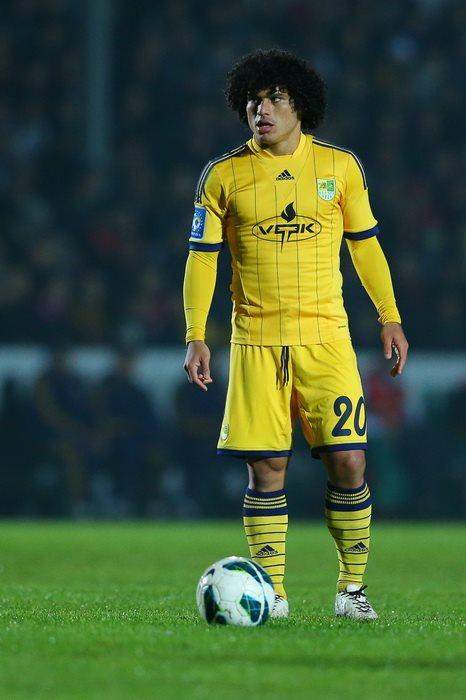
Марсіо Азеведо у складі «Металіста». 2013 рік.

### Металіст
До складу клубу «Металіст» приєднався 2013 року. Бразилець підписав контракт з українським клубом на чотири роки. Дебютував за команду 18 березня у 21 турі чемпіонату України проти ужгородської «Говерли». У першому своєму сезоні Азеведо допоміг клубу вперше у своїй історії взяти срібло чемпіонату.

### Шахтар
У серпні 2014 року здійснив перехід до донецького «Шахтаря». Сума трансферу склала 4 мільйони євро. Угода була розрахована на чотири роки. Дебютував у товариському матчі проти «Верони». Але на 15 хвилині заробив пенальті в свої ворота, який реалізував Лука Тоні. 2015 року дебютував у Лізі Чемпіонів. У матчі з мадридським «Реалом» заробив пенальті у свої ворота, після того як м'яч влучив йому у руку після удару Кріштіану Роналду, який цей пенальті і реалізував.
Через постійні травми не зміг завоювати місце в старті команди. 30 жовтня 2015 року Марсіо зіграв в чемпіонаті проти луганської «Зорі» (7:1), після чого травмувався і в наступний раз в офіційній грі вийшов за «гірників» лише 16 лютого 2017 року. Це був матч 1/16 фіналу Ліги Європи проти «Сельти» (1:0), в якому донецька команда вже грала при новому тренері Паулу Фонсеці, а Марсіо з'явився на полі на 3-й компенсованій до матчу хвилині, виступивши в ролі «технічної» заміни. З приходом на тренерський пост Фонсеки Асеведо перебував у клубному лазареті. В той момент, коли кожен гравець команди отримав можливість проявити себе та розпочати все з «чистого аркуша» при новому тренері для Азеведо така можливість через чергову травму так і не виникла. У підсумку своїм шансом скористався його співвітчизник Ісмаїлі, що застовпив за собою ліву бровку, а Азеведо, що повернувся після пошкодження, задовольнявся лише роллю резервіста.
У сезоні 2017/18 Асеведо став для «гірників» свого роду провісником невдач. Бразилець провів 5 ігор в чемпіонаті, 3 з яких починав у стартовому складі. Всі три цих поєдинки «Шахтар» не зміг виграти — поразка від «Зорі» (1:2) і нічиї проти «Сталі» (1:1) та «Чорноморця» (0:0). У результаті менеджмент «гірників» ухвалив рішення розлучитися з уже немолодим виконавцем і 11 січня 2018 року Азеведо перейшов на правах оренди в грецький ПАОК. Договір був розрахований до 30 червня 2018 року. Тоді ж і закінчилась угода з «Шахтарем», після чого бразилець стане вільним агентом.

### Повернення на батьківщину
Влітку 2018 року повернувся до Бразилії, де знову став гравцем «Атлетіку Паранаенсі».

## Статистика виступів

### Статистика клубних виступів
| Клуб                | Сезон              | Чемпіонат | Чемпіонат | Кубок  | Кубок | Кубок | МКФЗ   | МКФЗ | МКФЗ  | Загалом | Загалом |
| Клуб                | Сезон              | Ігор      | Голів     | Турнір | Ігор  | Голів | Турнір | Ігор | Голів | Ігор    | Голів   |
| ------------------- | ------------------ | --------- | --------- | ------ | ----- | ----- | ------ | ---- | ----- | ------- | ------- |
| «Жувентуде»         | 2006               | 1         | 0         | -      | 0     | 0     | -      | 0    | 0     | 1       | 0       |
| «Жувентуде»         | 2007               | 12        | 0         | -      | 0     | 0     | -      | 0    | 0     | 12      | 0       |
| «Жувентуде»         | Загалом            | 13        | 0         |        | 0     | 0     |        | 0    | 0     | 13      | 0       |
| «Форталеза»         | 2008               | 21        | 1         | -      | 0     | 0     | ПК     | 3    | 0     | 24      | 1       |
| «Форталеза»         | 2009               | 27        | 0         | -      | 0     | 0     | ПК     | 1    | 0     | 28      | 0       |
| «Форталеза»         | 2010               | 10        | 0         | -      | 0     | 0     | -      | 0    | 0     | 10      | 0       |
| «Форталеза»         | Загалом            | 58        | 1         |        | 0     | 0     |        | 4    | 0     | 62      | 1       |
| «Ботафогу»          | 2011               | 9         | 0         | КБ     | 5     | 0     | ПК     | 3    | 0     | 12      | 0       |
| «Ботафогу»          | 2012               | 33        | 1         | КБ     | 6     | 0     | ПК     | 1    | 0     | 34      | 1       |
| «Ботафогу»          | Загалом            | 42        | 1         |        | 0     | 0     |        | 4    | 0     | 46      | 1       |
| «Металіст» (Харків) | 2012—13            | 8         | 0         | -      | 0     | 0     | -      | 0    | 0     | 8       | 0       |
| «Металіст» (Харків) | 2013—14            | 28        | 0         | КУ     | 3     | 0     | ЛЧ     | 2    | 0     | 33      | 0       |
| «Металіст» (Харків) | 2014—15            | 3         | 0         | -      | 0     | 0     | -      | 0    | 0     | 3       | 0       |
| «Металіст» (Харків) | Загалом            | 39        | 0         |        | 3     | 0     |        | 2    | 0     | 44      | 0       |
| «Шахтар» (Донецьк)  | 2014—15            | 2         | 0         | КУ     | 2     | 0     | ЛЧ     | 2    | 0     | 6       | 0       |
| «Шахтар» (Донецьк)  | 2015—16            | 6         | 0         | -      | 0     | 0     | ЛЧ     | 5    | 0     | 11      | 0       |
| «Шахтар» (Донецьк)  | Загалом            | 8         | 0         |        | 2     | 0     |        | 7    | 0     | 17      | 0       |
| Загалом за кар'єру  | Загалом за кар'єру | 160       | 2         |        | 5     | 0     |        | 17   | 1     | 182     | 2       |

## Досягнення

### Командні
Жувентуде
- Переможець «Ліги Гаушу»: 2006, 2007

 Форталеза
- Переможець «Чемпіонату Серенс»: 2008

 Атлетіку Паранаенсі
- Переможець «Чемпіонату Паранаенсе»: 2009
- Володар Південноамериканського кубка: 2018, 2021
- Володар Кубка Бразилії: 2019
- Володар Кубка банку Суруга: 2019

 Ботафогу
- Володар «Трофею Ріо»: 2012

 Шахтар
- Переможець Чемпіонату України: 2013-14, 2016-17
- Переможець Кубка України: 2015-16, 2016-17
- Володар Суперкубка України: 2015, 2017

 ПАОК
- Володар Кубка Греції: 2017-18

### Індивідуальні
- Найкращий лівий захисник «Ліги Гаушу»: 2007